# Casa Salvador Mota
La Casa Salvador Mota és una obra eclèctica de Sant Sadurní d'Anoia (Alt Penedès) inclosa a l'Inventari del Patrimoni Arquitectònic de Catalunya.

## Descripció
Edifici entre mitgeres de planta baixa i dos pisos amb terrat. La façana presenta una composició simètrica i de gran simplicitat formal, dintre d'un llenguatge eclèctic. L'interès de l'obra se centra fonamentalment en el seu valor tipològic de casa d'eixample vuitcentista d'una crugia.

## Història
La Casa Mota està situada en el sector de l'eixample vuitcentista de Sant Sadurní centrat en el carrer del Raval. El projecte, conservat a l'arxiu de l'Ajuntament i signat pel mestre d'obres Pere Buqueres, data del 14 de juny de 1884 i fou aprovat el 20 de juny de 1884. La construcció es va realitzar entre els anys 1884-1885.